# Sisowath Sirik Matak
Dans ce nom khmer, le nom de famille, Sisowath, précède le nom personnel.
Le prince Sisowath Sirik Matak , né le 22 janvier 1914 à Phnom Penh et mort le 21 avril 1975, est un homme d'État cambodgien.
Membre de la branche royale des Sisowath, il est le cousin de Norodom Sihanouk. Ministre à de multiples reprises dans les années 1950 et 1960, il était proche de la droite cambodgienne et reprochait au monarque le manque de libéralisme de sa politique.
Vice-premier ministre au début de 1970, il est considéré comme un des principaux acteurs des événements qui amenèrent à la déposition de Norodom Sihanouk le 18 mars et à la mise en place de la République khmère. Premier ministre entre 1971 et 1972, il sera exécuté par les troupes khmères rouges, peu après la prise de Phnom Penh, en avril 1975.

## Biographie
Sisowath Sirik Matak fait partie de la branche des Sisowath par son père Sisowath Rothary (1878-1946), lui-même neveu de Sisowath Monivong par son père Sisowath Essaravong. Il grandit dans une fratrie de dix enfants, cinq garçons (ses frères étant colonel et lieutenant-colonel) et cinq filles.
Comme la plupart des futurs dignitaires du royaume khmer, il étudia au Lycée Chasseloup-Laubat de Saïgon où il côtoya un certain Lon Nol.
En 1941, il aurait été un des candidats potentiels au trône, mais les autorités coloniales françaises lui auraient préféré son cousin Norodom Sihanouk.
En 1949, il conduira, avec succès, les négociations avec le dirigeant indépendantiste Dap Chhuon de la région de Siem Reap, qui amèneront son ralliement ainsi que celui de 400 de ses hommes au gouvernement royal au terme d'une cérémonie grandiose à Angkor Thom.
Ministre d’État dans le premier gouvernement que Norodom Sihanouk préside à partir de juin 1952, il se voit confier par le roi en janvier 1953 les portefeuilles de la défense nationale et des postes et télécommunications. Ministre des Affaires étrangères d’un gouvernement dirigé par Penn Nouth (juillet 1953), il a la charge de la défense nationale de janvier à avril 1955, poste qu’il conservera en 1957-1958 en même temps que celui de l’éducation nationale. De 1962 à 1964, il est ambassadeur en Chine, avant de diriger en 1966 et 1967 la mission diplomatique à Tokyo.
Proche de Monique Izzi qu’il avait hébergée quand elle était jeune, il était en désaccord avec Sihanouk sur l’indulgence de ce dernier pour la corruption et sur le domaine économique. Matak avait aussi des accointances avec les milieux d’affaires sino-khmers de Phnom Penh et avait affirmé son opposition au programme de nationalisation des exportations mis en place en 1963.
Vice-Premier ministre du cabinet Lon Nol en août 1969, il est responsable de l’intérieur, de la sécurité, de l’éducation nationale et des affaires religieuses. Il assure l’intérim du Président du Conseil pendant que ce dernier séjourne en France pour raisons de santé jusqu’en février 1970.
Durant cette période, Sirik Matak décide de ne transmettre qu’une partie des documents officiels à Norodom Sihanouk et incite les ambassadeurs à lui adresser directement leurs correspondances plutôt qu’au chef de l’État. Il prend également une série de mesures à l’opposé de la politique menée depuis des années et qui vont à l’encontre des intérêts des proches du monarque. Il autorise la réouverture des banques à capitaux privés au Cambodge, dévalue le riel de près de 70 % et privatise certains monopoles de l’État. Le but était de rassurer les marchés financiers internationaux, encourager les investissements étrangers et dynamiser les exportations, des initiatives que Sihanouk avait toujours différées, doutant de leur utilité.
Un congrès national du Sangkum Reastr Niyum, seul parti représenté à l’assemblée et dont font partie Sirik Matak, est convoqué en novembre et décembre 1969. Durant les débats, Sihanouk tente de dénigrer les mesures économiques prises par Sirik Matak et obtient un vote demandant l’abrogation du décret autorisant les banques étrangères à revenir s’implanter au Cambodge. Pour montrer leur solidarité, les quatre ministres sihanoukistes du gouvernement démissionnent de leurs postes. Mais le coup eu l’effet inverse de ce qu’ils escomptaient. Sirik Matak nomma des personnes proches de lui à leurs places et Sihanouk se retrouvait privé de tout soutien au sein du gouvernement. L’amour-propre du monarque sortait entamé de cette épreuve, surtout après que l'Assemblée nationale eut récusé le vote du congrès et confirmé l’autorisation faite aux banques privées de rouvrir.
Lorsqu’en janvier 1970, Norodom Sihanouk part à son tour suivre un traitement dans le sud de la France, Sirik Matak et ses partisans avaient une occasion unique de mettre en place les mesures libérales qu’ils souhaitaient depuis longtemps et de s’opposer plus fermement à l’occupation vietnamienne des zones frontalières. Le gouvernement était alors prêt à mettre à bas les fondements de la politique suivie jusque-là par Sihanouk et à réorganiser l’armée en une véritable force de combat. Il espérait par ces mesures pouvoir redynamiser les entrepreneurs du pays. Malheureusement pour eux, une telle politique nécessitait le soutien des États-Unis dont Sirik Matak se considérait proche, mais les Américains étaient engagés dans un retrait de l’Asie du Sud-est. De tels objectifs auraient sûrement pu être atteints sans la guerre du Viêt Nam et les pressions internationales qui en découlaient. De plus, les nouveaux dirigeants avaient sous-estimé plusieurs éléments et ces erreurs allaient s'avérer fatales à eux et au Cambodge. D’abord, ils avaient cru que Sihanouk allait se faire déposséder de ses prérogatives et se cantonner dans un rôle de figuration sans broncher ; ensuite, ils escomptaient que devant une pression militaire accrue, les différentes guérillas allaient rapidement abandonner le combat et rentrer dans le droit chemin ; ils avaient également pensé que les forces vietnamiennes stationnée près de la frontière allaient, sur la seule injonction du nouveau gouvernement cambodgien, abandonner leurs refuges en territoire khmer pour se mettre sous le feu des artilleries saïgonnaise et américaine. Enfin, le postulat que la république du Viêt Nam et les États-Unis allaient continuer à composer avec un Cambodge neutre et non-aligné s’avéra rapidement utopique. Ces erreurs d’appréciation paraissent a posteriori considérables, mais Sihanouk, de son côté croyait aussi pouvoir contrôler à sa guise les élites de son pays, les troupes du Việt Cộng et leurs alliés khmers rouges. En ce début de l’année 1970, Sirik Matak et ses proches étaient sûrs de leur jugement et rien ne les laissait présager la catastrophe dans laquelle le pays allait être plongé.
En janvier, le bureau d’aide mutuel mis en place quelques années auparavant par Sihanouk pour fournir diverses assistances fut fermé. Ces recettes provenaient de celles des films du monarque, des droits d’entrée au casino et de « contributions volontaires » de hauts fonctionnaires. Les fonds ainsi récoltés servaient à dédommager les victimes des bombardements et de la guérilla ainsi qu'à l’achat de cadeaux de toutes sortes. Si la raison évoquée était un déficit chronique, il semble bien qu’en fait le gouvernement voulait ainsi limiter l’influence de Sihanouk.
À la mi-février, Lon Nol était de retour. Avant de rentrer, il avait eu un entretien avec Sihanouk, où, d’après certaines rumeurs, une stratégie antivietnamienne aurait été élaborée, mais rien ne permet d’affirmer cette thèse avec certitude. Sitôt rentré, le général adoptait une série de mesures antivietnamiennes qui aboutirent, le 11 mars, à des manifestations devant les ambassades de la république démocratique du Viêt Nam et du Front national de libération du Sud Viêt Nam. Les émeutiers entrèrent dans les bâtiments et les mirent à sac. Les diplomates présents eurent juste le temps de prendre leurs jambes à leur cou. La police, aux ordres d’Oum Manorine, le beau-frère de Sihanouk, ne fit rien pour réprimer ces actes de violence. Depuis Paris, Sihanouk affirmaient que ces manifestations découlaient d’un complot visant à « jeter notre pays dans les bras d’une puissance impérialiste capitaliste » et promit de rentrer dans les plus brefs délais. Le 12 mars, Sirik Matak annulait l’accord de commerce avec Hanoï et Lon Nol donnait 3 jours aux troupes vietnamiennes stationnées au Cambodge pour quitter le pays.
Le 18 mars 1970 Norodom Sihanouk était destitué par un coup de force dont la paternité est régulièrement attribuée à Sirik Matak.
Depuis Pékin où il avait trouvé refuge, Norodom Sihanouk lançait un appel aux armes et invitait tous les Cambodgiens à rejoindre le Front uni national du Kampuchéa qu’il allait créer prochainement qui outre ses partisans devait aussi comporter ses ennemis khmers rouges de la veille.
Si dans un premier temps le nouveau gouvernement semblait désireux de préserver la neutralité du Cambodge, il dut rapidement déchanter. Les communistes vietnamiens avaient comme on pouvait s'y attendre refusé d’obtempérer à la demande de quitter le territoire et la faible armée cambodgienne n’avait pas les moyens de les déloger. Lon Nol dut donc demander l’aide des forces américano-sud-vietnamiennes qui ne pouvait qu’approuver une requête qui servait leurs intérêts.
Quand la République khmère est proclamée le 9 octobre 1970, la popularité de Lon Nol et Sirik Matak était à son paroxysme auprès des élites urbaines et l’armée. Ils en profitèrent pour s’adjuger chacun une étoile supplémentaire à leur grade de général.
À partir de 1971, deux tendances politiques se dessinaient au sein des dirigeants de Phnom Penh. La première, menée par In Tam, était décrite par l’ambassade américaine comme un régénérescence du parti démocrate, soutenu notamment par les Sangha bouddhistes et Son Ngoc Thanh. L’autre groupe était parfois appelé parti républicain par analogie au système politique américain et se rangeait derrière la bannière de Sirik Matak ; Lon Nol, pour sa part, se plaçait au-dessus de ces partis. Ces joutes étaient par contre inconnues du grand public et seuls les milieux intellectuels et le parlement s’y intéressaient. À la campagne et pour les réfugiés qui venaient s’entasser dans la capitale les préoccupations se portaient plus sur les bouleversements qu’ils vivaient, à la suite des exactions commises alternativement par les troupes républicaines, khmères Krom, sud-vietnamiennes, Việt Cộng, et khmères rouges qui passaient dans des cycles de poursuites, destructions puis retraites. À la même époque, Lon Nol fut victime d’une paralysie qui affectait tout le côté gauche de son corps et fut évacué vers l’hôpital militaire d’Honolulu. La charge de premier ministre par intérim échut à nouveau à Sirik Matak jusqu'en avril 1971, quand Lon Nol rentra d’Hawaï, mais n’avait manifestement pas retrouvé l’ensemble de ses facultés.
Encore en pleine convalescence, Lon Nol démissionna finalement de son poste de Premier ministre, ouvrant une crise qui allait mettre en lumière l’antagonisme qui l’opposait à Sirik Matak et celui du parlement envers les deux premiers nommés. Lon Nol nommait Sirik Matak à la position de Premier ministre-délégué, lui demandant d’agir « comme si lui était à l’étranger ». Toutefois, toutes les tentatives pour former un nouveau gouvernement furent vouées à l'échec, en partie contrariées par Lon Non, le jeune frère de Lon Nol qui jouait de l'opposition entre les différentes factions pour le maintenir au pouvoir. Au bout d'un mois, Lon Nol apparaissant comme le seul à même de se positionner au-dessus de la mêlée, réintégrait ses fonctions. Alors que c'était développé le marasme, l’opinion publique en arrivait à regretter la versatilité de Sihanouk, et la popularité du nouveau régime, au plus haut en 1970, commençait à décliner.
Le 20 août 1971, les forces armées nationales khmères lançaient l'opération Chenla II. L'objectif de la campagne était de nettoyer la route nationale 6 de la présence ennemie et ainsi de rouvrir les communications avec Kampong Thom, à 85 kilomètres au nord de Phnom Penh, qui avait été isolée de la capitale depuis plus d'un an. L'opération fut initialement un succès et la ville fut dégagée. Mais les armées nord-vietnamienne et khmères rouges contre-attaquaient en novembre et, en décembre, anéantissant les forces gouvernementales dans la foulée. Le désastre eut des répercussions politiques et des rumeurs de déposition du gouvernement circulaient à Phnom Penh. Sirik Matak et le chef de l’État Cheng Heng tentèrent de convaincre Lon Nol de céder une partie de ses pouvoirs alors que l’état-major lui demandait de renoncer au commandement suprême des armées, mais il resta inflexible. Sirik Matak conserva finalement ses fonctions avec le titre de « Premier ministre-délégué ». Le 16 octobre 1971, l'Assemblée nationale était dissoute et une nouvelle constitution était préparée.
En mars 1972, Lon Nol et son frère chassèrent Sirik Matak du pouvoir. Ils profitèrent du fait que ce dernier avait limogé Keo An, un universitaire dissident, pour organiser une série de manifestations d'étudiants qui demandèrent sa démission. Sirik Matak se retira, et fut (prétendument pour sa « protection ») placé en résidence surveillée.
Tout au long de l'année 1972 La situation politique se dégradait ; les deux partis d'opposition (le Parti démocrate d'In Tam et le Parti républicain de Sirik Matak) refusèrent de participer aux élections législatives, qui eurent lieu le 3 septembre ; Il s'ensuivit une victoire écrasante du parti socio-républicain de Lon Non (Sangkum Sathéaranak Rath). Il y eut également un nombre croissant d'attaques terroristes dans la capitale, dont l'une dirigée contre Son Ngoc Thanh, qui avait remplacé Sirik Matak au poste de premier ministre. Thanh - dont le dernier acte politique a été d'interdire les journaux de Sirik Matak - a ensuite été contraint de démissionner et de s'exiler au Sud Vietnam. Il fut remplacé par Hang Thun Hak, représentant d'une gauche modérée.
En mars 1973, pour le troisième anniversaire de la déposition de Norodom Sihanouk, un « capitaine démobilisé de l’armée de l’air », Pech Kim Luon, ami d’une des filles de l’ancien chef de l’État, vola un T-28 dans une base militaire, lança deux bombes sur la résidence de Lon Nol puis atterrit dans une zone rebelle. Le pilote rata sa cible et détruisit un immeuble voisin occupé par des familles de militaires. Lon Nol répliqua en déclarant l’état de siège et, à cause des relations du pilote, ordonna aussi le maintien en résidence d’une cinquantaine de membres de la famille royale. La maison de Sirik Matak fut placée sous surveillance et son téléphone coupé. Quatre jours plus tard, recevant des journalistes, il déclarait qu’à son avis, le régime ne pouvait pas survivre, vu son manque de popularité.
En avril 1973, à la demande des Américains, Lon Nol reprenait les négociations avec Sirik Matak, In Tam et Cheng Heng afin de former un Conseil politique qui allait gouverner par décrets et qui partagerait le pouvoir entre les différentes factions tant que celui de l’assemblée serait suspendu.
Avec la corruption généralisée au sein du nouveau régime, la fidélité des campagnes au prince déchu, les bombardements qui poussèrent une population de plus en plus démunie et impuissante à rejoindre les maquis, le territoire contrôlé par les forces gouvernementales se réduisit comme une peau de chagrin pour se limiter, au début de 1975, aux seuls centres urbains.
Le 1er avril 1975, alors que l’encerclement de la capitale par les troupes khmères rouges devenait de plus en plus contraignant, Lon Nol démissionna et s’envola pour l’exil.
Le 12 avril 1975, John Gunther Dean, ambassadeur américain au Cambodge offrit l’asile politique aux plus hauts dignitaires de la République khmère, mais la plupart refusèrent. La réponse que fit à cette occasion Sirik Matak est restée célèbre « … Je ne peux hélas partir d’une façon aussi lâche... Je n’ai jamais pensé que vous pourriez un jour abandonner un peuple qui avait choisi la liberté… J’ai fait l’erreur de croire en vous, les Américains. »
Le 17 avril 1975, les khmers rouges s’emparèrent de la capitale cambodgienne. Sirik Matak arrive à franchir les grilles de l'ambassade de France avec deux gardes du corps. Il demande l'asile politique. Les khmers rouges exigent qu'il soit livré et menacent de rentrer de force. Sirik Matak se livrera finalement de lui-même le 20 avrilou bien, selon certaines sources, Il aurait finalement été expulsé manu-militari de l’ambassade de France. Il sera exécuté le lendemain.